# Rocky Biddle
Lee Francis Biddle, surnommé Rocky Biddle et né le 21 mai 1976 à Las Vegas, Nevada, États-Unis, est un ancien lanceur droitier de baseball qui a joué dans les Ligues majeures de 2000 à 2004. D'abord lanceur partant avec les White Sox de Chicago, il se distingue ensuite brièvement dans le rôle de stoppeur des Expos de Montréal.

## Carrière

### White Sox de Chicago
Rocky Biddle est drafté en 25e ronde par les Padres de San Diego en 1994 mais ne signe pas avec l'équipe pour plutôt s'inscrire à l'Université d'État de Californie à Long Beach. Il devient en 1997 un choix de première ronde des White Sox de Chicago et est le 51e joueur repêché au total cette année-là.
Biddle dispute sa première partie dans le baseball majeur avec Chicago le 10 août 2000. Il apparaît dans quatre parties, chaque fois comme lanceur partant, pour les White Sox en 2000.
Ajouté à l'effectif des White Sox pour la saison 2001, il amorce 21 parties et ajoute neuf présences comme lanceur de relève. Son total de 128 manches et un tiers lancées est son plus considérable en une seule saison dans le baseball majeur. Sa fiche est de sept victoires, huit défaites, avec une moyenne de points mérités de 5,49.
En 2002, les Sox entreprennent de le convertir en releveur. C'est dans ce rôle qu'il joue 37 de ses 44 parties pour Chicago à sa dernière saison pour cette équipe. Sa moyenne de points mérités prend du mieux : il l'abaisse à 4,06 en 77 manches et deux tiers lancées. Il réussit de plus son premier sauvetage en carrière.

### Expos de Montréal
Le 15 janvier 2003, Rocky Biddle passe aux Expos de Montréal dans la transaction qui y envoie également le lanceur droitier Orlando Hernández. Le joueur d'utilité Jeff Liefer et une somme d'argent sont de plus envoyés aux Expos dans cet échange, alors que Montréal cède aux White Sox le lanceur droitier Bartolo Colón et l'arrêt-court des ligues mineures Jorge Nunez.

#### Saison 2003
Biddle s'impose dans le rôle de stoppeur pour Montréal durant la saison 2003. Malgré cinq victoires et huit défaites et une moyenne de points mérités plutôt élevée de 4,65 en 71 manches et deux tiers au monticule, il fait le travail en neuvième manche et réussit à protéger 34 victoires des Expos. Il apparaît dans 73 matchs cette saison-là, toujours en relève. Ses 34 sauvetages le placent au cinquième rang des releveurs de la Ligue nationale et neuvième dans l'ensemble des majeures. Il s'agit du plus haut total de sauvetages par un lanceur des Expos depuis les 41 de Ugueth Urbina en 1999.

#### Saison 2004
Sa carrière se termine en 2004 après une saison de 47 parties jouées. Les Expos lui confient quelquefois la balle en début de match et il effectue 9 départs. Sa fiche pour la saison est toutefois de 4 gains, 8 revers, avec une moyenne de points mérités désastreuse de 6,92 en 78 manches lancées. Il enregistre tout de même 11 sauvetages mais il perd le rôle de stoppeur au profit de Chad Cordero (14 sauvetages en 2004). On ne revoit plus Biddle dans les majeures après cette saison. Ses performances très décevantes à sa deuxième année chez les Expos lui valent le sobriquet peu flatteur de Rocky Horror Show pour qualifier ses apparitions au monticule[réf. nécessaire].

### Statistiques
Rocky Biddle joue 198 parties en cinq saisons dans le baseball majeur, soit 41 dans le rôle de lanceur partant et 157 comme releveur. Il remporte 20 décisions contre 30 défaites avec une moyenne de points mérités de 5,47 en 378 manches et deux tiers lancées et 261 retraits sur des prises. Il compte 46 sauvetages en carrière, 45 de ceux-ci pour les Expos de Montréal.